# Typowanie silne
Silna typizacja – system typów w języku programowania, w którym każde wyrażenie ma ustalony typ i nie można go używać w kontekście przeznaczonym dla innych typów.
Przykład:
```
 int liczba = 1;
 if ("1" == liczba) { // błąd podczas kompilacji, ponieważ "1" to typ tekstowy (string), zatem nie jest liczbą (int)
 }
```